# 蘭姐女童軍
蘭姐女童軍（Ranger或Ranger Guide）是女童軍運動中年齡介於14至25歲的年齡階段。實際的年齡階段在各國有不同的劃分方式。本階段所相對的是羅浮童軍。